# 磷化硼
磷化硼（BP）是由硼元素与磷元素组成的无机化合物，属于一种半导体材料。 

## 制备
早在1891年，法国化学家亨利·莫瓦桑就合成了磷化硼晶体。
以下几种方法可制备磷化硼：
- 单质硼和红磷的混合物加热到900°C-1000°C
- 热分解PCl3·BCl3
- 硼与磷化锌或磷化氢反应
- 氢气还原三氯化硼和红磷的混合物
- 三氯化硼与磷化物进行复分解反应。

## 外观
纯净的磷化硼几乎是透明的，n-型晶体是橙红色的，然而p-型的却是暗红色的。

## 化学性质
磷化硼与沸腾的浓酸或碱溶液不发生反应，可在预热后与熔融的碱（例如氢氧化钠）发生反应。磷化硼暴露于空气中可在1000°C以下耐氧化，而在500°C左右能与氯气反应。高压下在2500°C仍可保持化合物的稳定，在1100°C以上真空加热会失去部分磷，得到B12P1.8，其晶体结构与碳化硼类似。

## 物理性质[5]
- 热膨胀系数约为3x10−6 /°K
- 定壓熱容（CP）约为0.8 J/(g*K) (於溫度 300 K)
- 德拜温度 = 1000 K
- 相对较高的硬度 32 GPa(100 g 负载)
- 电子和空穴迁移率为几百cm2/(V*s) (最高可达500)

### 相关材料
- 砷化硼
- 氮化硼
- 磷化铝
- 磷化镓